# Rasmus Nielsen
 (mai 2023).
Rasmus Breuning Nielsen est un joueur danois de volley-ball né le 22 mai 1994 à Glamsbjerg. Il joue réceptionneur-attaquant. De la saison 2017/2018 il est dans l'équipe de Biosì Indexa Sora,.

## Palmarès

### Clubs
Coupe du Danemark:
- 2012, 2013

Championnat nord-européen des clubs:
- 2012
- 2013, 2014

Championnat du Danemark:
- 2013
- 2015
- 2012, 2014

### Distinctions individuelles
- 2017: Meilleur joueur et réceptionneur-attaquant Ligue européenne